# Syntrichia aculeata
Syntrichia aculeata là một loài Rêu trong họ Pottiaceae. Loài này được (Wilson) R.H. Zander miêu tả khoa học đầu tiên năm 1993.